# Myriopholis braccianii
Espèce
Synonymes
- Glauconia braccianii Scortecci, 1929
- Glauconia variabilis Scortecci, 1929
- Leptotyphlops braccianii (Scortecci, 1929)

Myriopholis braccianii est une espèce de serpents de la famille des Leptotyphlopidae.

## Répartition
Cette espèce se rencontre de 100 à 1 900 m d'altitude au Soudan, au Soudan du Sud, en Érythrée, en Éthiopie, en Somalie et au Kenya.

## Étymologie
Cette espèce a été nommée en l'honneur de Luigi Bracciani.

## Publication originale
- Scortecci, 1929 "1928" : Rettili dell'Eritrea esistenti nelle Collezioni del Museo Civico di Milano. Atti della Società Italiana di Scienze Naturali e del Museo Civico di Storia Naturale, Milano, vol. 67, n. 3/4, p. 290-339.